# Lucien Bodard
Lucien Bodard, genannt Lulu le Chinois (* 9. Januar 1914 in Chongqing; † 2. März 1998 in Paris) war ein französischer Reporter, Schriftsteller und Schauspieler.

## Leben und Wirken
Bodard war der Sohn des Diplomaten Albert Bodard und dessen Ehefrau Anne-Marie Greffier. Der Vater war 1914 Konsul Frankreichs in Chengdu, Sichuan. Seine erste Schulbildung bekam der Sohn durch Hauslehrer. Um 1924 reiste seine Mutter mit ihm zurück nach Frankreich, um ihm die bestmögliche Schul- und Universitätsbildung zu ermöglichen.
Nach erfolgreichem Abschluss bereiste Bodard Nordafrika; um 1940 hielt er sich für einige Zeit in London auf. Zwischen 1944 und 1946 arbeitete er als Journalist in Fernost. 1946 ging er nach Nordafrika, um von dort über die französischen Kolonien bzw. die französische Politik dort zu berichten. Ab 1948 arbeitete er fast 30 Jahre als Chefreporter für die Zeitung France Soir und berichtete u. a. über den Algerienkrieg, Französisch-Indochina und die Ereignisse in Hongkong. Chefredakteur Pierre Lazareff (und mit ihm auch andere Rezensenten) verglich ihn des Öfteren mit Albert Londres und Joseph Kessel. Bodard wurde zu einem unbestechlichen Kommentator der französischen Politik im Ausland.
In diesen Jahren lernte er die italienische Filmemacherin Marguerite Perato  kennen und heiratete sie. Nach kurzer Zeit trennte sich das Ehepaar und Bodard heiratete am 30. Mai 1962 bei Boulogne-Billancourt Huguette Cord’Homme und hatte mit ihr einen Sohn: Julien (* 1967). Seine dritte Ehe schloss Bodard mit Marie-Françoise Leclère, einer Redakteurin des Wochenmagazins Le Point.
Lucien Bodard ging 1975 in den Ruhestand und begann als Schriftsteller zu arbeiten. Er starb am 2. März 1998 in Paris und fand auf dem Cimetière du Montparnasse seine letzte Ruhestätte.

## Ehrungen
- 1973 Prix Interallié für seinen Roman Monsieur le Consul
- 1981 Prix Goncourt für seinen Roman Anne-Marie

## Werke (Auswahl)
Erzählungen
- La mésaventure espagnole. Oswald, Paris 1981, ISBN 2-253-02733-2. (EA Paris 1946).
- Les plairsirs de l'hexagone. Gallimard, Paris 1971.

Romane
- Le chien de Mao. Grasset, Paris 1998, ISBN 2-246-58441-8.
- Monsieur le Consul. Grasset, Paris 1982, ISBN 2-246-00636-8 (EA Paris 1973).
  - deutsche Übersetzung: Der Konsul. Ein China-Roman. Piper, München 1991, ISBN 3-492-11307-9 (EA München 1973).
- Le fils du Consul. Grasset, Paris 1992, ISBN 2-246-00263-X (EA Paris 1975).
  - deutsche Übersetzung: Der Sohn des Konsuls. Ein China-Roman. Piper, München 1992, ISBN 3-492-10229-8 (EA München 1976).
- La vallée des roses. Grasset, Paris 1975.
  - deutsche Übersetzung: Das Tal der Rosen. Von der Kaiser-Konkubine zur allmächtigen Herrscherin über China. Moewig, Rastatt 1988, ISBN 3-8118-2560-7 (EA München 1980).
- La Duchesse. Grasset Frasquelle, Paris 1977, ISBN 2-246-00481-0.
- Anne-Marie. France Loisirs, Paris 1982, ISBN 2-7242-1146-4 (EA Paris 1981).
- La chasse à L'ours. Grasset, Paris 1985, ISBN 2-246-31401-1.
- La grandes murailles. Grasset, Paris 1987, ISBN 2-246-38911-9.
- Les dix mille marches. Grasset, Paris 1991, ISBN 2-246-44691-0.
  - deutsche Übersetzung: Die zehntausend Stufen. Rütten & Loening, Berlin 1992, ISBN 3-352-00455-2.

Sachbücher
- La Chine de la douceur. Gallimard, Paris 1957.
  - deutsche Übersetzung: Chinas lächelndes Gesicht. Erfahrungen und Erlebnisse. Fischer Taschenbuchverlag, Frankfurt/M. 1961.
- La Chine du cauchemar. Gallimard, Paris 1961.
  - deutsche Übersetzung: Alpdruck China. Der neue politische Kurs. Wegner Verlag, Hamburg 1962.
- La guerre d'Indochine. Grasset, Paris 1963/67 (5 Bde.)

1. L'enlisement. 1963.
2. L'illusion. 1965.
3. L'humiliation. 1965.
4. L'aventure. 1967.
5. L'éspuisement. 1967.

- La guerre d'Indochine. L'enlisement - l'humiliation - l'aventure. Grasset, Paris 1997, ISBN 2-246-55291-5.

- Mao. Gallimard, Paris 1970 (zusammen mit Marie Cardinal)
- Le massacre des Indiens. Éditions J'ai lu, Paris 1974 (Gallimard, Paris 1968. EA Paris 1969)
- LE plus grand drame du monde. La Chine de Tseu Hi à Mao.

## Rollen
- M. Ducasse – Agnès Varda (Regie): Die Geschöpfe. 1966
- 2. Bürgermeister – Jacques Baratier (Regie): Der Schrottplatz. 1971
- Hercule – Daniel Vigne (Regie): Die Wiederkehr des Martin Guerre. 1982.
- Cardinal Bertrand – Jean-Jacques Annaud (Regie): Der Name der Rose. 1986.